# الحزب البروليتاري في بيرو
الحزب البروليتاري في بيرو (بالإسبانية : Partido Proletario del Perú) هو حزب شيوعي في بيرو. أمينه العام هو إليبا توتا.